# Mary Astell
Mary Astell (Newcastle, 12 de novembro de 1666 - Londres 11 de maio de 1731) foi uma escritora inglesa. Por sua defesa da igualdade de oportunidades educacionais para as mulheres ganhou o título de "a primeira feminista inglesa".
Existem poucos registros sobre sua vida, a maioria se perdeu ao longo dos séculos. Sua biógrafa, Ruth Perry explica:
| “ | (...) como mulher ela não tinha envolvimento em negócios, comércio, política ou com a legislatura. Ela nasceu, ela morreu. Foi dona de uma casa pequena por alguns anos, teve uma conta bancária, auxiliou na abertura de uma escola de caridade em Chelsea. Estes são fatos que os documentos públicos podem nos dar. | ” |

Apenas quatro cartas foram preservadas porque foram escritas para homens importantes de sua época.

## Vida pessoal
Mary Astell nasceu em 12 de novembro de 1666, em Newcastle, filha de Peter e Mary (Errington) Astell. Seus pais tiveram outros dois filhos, William, que morreu ainda criança e Peter, seu irmão mais novo. Foi batizada na igreja de St. John, em Newcastle. Sua família era de classe média alta e viveu em Newcastle durante toda sua infância. Seu pai era um anglicano conservador, administrador de uma companhia de carvão. Por ser mulher, Astell não teve educação formal, mas foi informalmente instruída por seu tio quando tinha 8 anos, o ex-clérigo Ralph Astell, cujo alcoolismo o fez ser suspenso da Igreja da Inglaterra. Mesmo suspenso da igreja, ele era afiliado à escola filosófica de Cambridge, que ensinava filósofos radicais como Aristóteles, Platão e Pitágoras. Seu pai morreu quando Astell tinha 12 anos, deixando-a sem dote. Com as finanças da família todas investidas na educação de seu irmão, Mary e a mãe se mudaram para a casa de uma de suas tias.
Com a morte da mãe e da tia em 1688, Mary mudou-se para Chelsea, Londres, onde conheceu mulheres influentes do círculo literário local, incluindo Lady Mary Chudleigh, Elizabeth Thomas, Judith Drake, Elizabeth Elstob e Lady Mary Wortley Montagu), que ajudaram-na a desenvolver e a publicar seus trabalhos. Também teve contato com o Arcebispo de Canterbury, William Sancroft, conhecido por seus trabalhos de caridade e que a ajudou financeiramente e a indicou para seu futuro editor.
Foi uma das primeiras mulheres inglesas a advogar a ideia de que mulher era tão racional quanto o homem e, portanto, devia ter o direito à educação formal. Primeiramente publicado em 1694, seu ensaio Serious Proposal to the Ladies for the Advancement of their True and Greatest Interest apresenta um plano para uma faculdade totalmente feminina, onde mulheres poderiam buscar seus objetivos na vida.
Em 1700, Astell publicou a obra Some Reflections upon Marriage.  E foi a partir dessa obra que a autora fez diversas críticas filosóficas com relação ao casamento na Inglaterra de 1700, mostrando as mulheres sobre o perigo de uma escolha precipitada ou mal-intencionada. Hortênsia Mancini, Duquesa de Mazarin, era considerada um exemplo sobre "os perigos de uma educação pobre e de um casamento desigual". Mary argumenta que a educação auxiliaria às mulheres a escolher melhor o matrimônio e a enfrentar seus desafios.
Ela também alertava que a disparidade de inteligência, caráter e fortuna pode levar à miséria e recomendava que o casamento deveria ser baseado em uma longa amizade ao invés de uma atração de curto prazo. A mulher devia buscar por um bom entendimento, mente virtuosa, respeito e igualdade, o máximo possível.

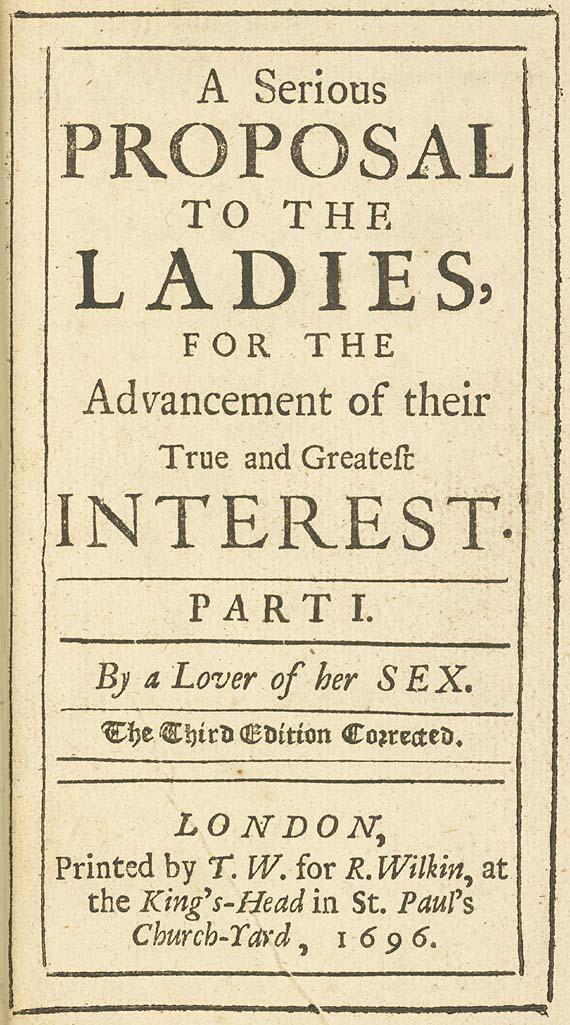
Capa da terceira edição de A Serious Proposal

## Últimos anos
Astell se retirou da vida pública em 1709, fundando uma escola de caridade para meninas, em Chelsea, organizando ela mesma o currículo com o suporte financeiro de suas duas apoiadoras, Lady Catherine Jones e Lady Elizabeth Hastings. Aos 60 anos, foi convidada a viver com Lady Catherine Jones, com quem residiu até sua morte.
Mary Astell faleceu em 1731, meses depois de realizar uma mastectomia para remover um câncer de mama. Em seus últimos dias, ela recusou visitas e permaneceu trancada em seu quarto, ao lado de seu caixão, pensando apenas em Deus. Foi sepultada no cemitério da igreja de Chelsea, em Londres.
Astell é normalmente lembrada por sua habilidade em debater livremente com homens e mulheres contemporâneos e por seus métodos arrebatadores de negociar debates sobre a posição social da mulher, se utilizando da filosofia (Descartes foi uma grande influência). A Teoria do Dualismo, de Descartes, de que mente e corpo são separados, permitiu que Mary promovesse a ideia de que mulheres também tinha a mesma habilidade racional dos homens e portanto não deveria ser tratada com desprezo.
| “ | Se todos os Homens nascem livres, por que as mulheres nascem escravas? | ” |

## Obras
Todas as obras de Mary Astell foram publicadas anonimamente. Seus dois livros mais conhecidos, "A Serious Proposal to the Ladies for the Advancement of their True and Greatest Interest" (1694) e "A Serious Proposal Part II (1697), demonstram seu plano de estabelecer um novo tipo de instituição para mulheres, provendo educação religiosa e laica. Ela sugere estender as opções de carreira para mulheres para além de mãe e freira. Astell queria que todas as mulheres tivessem as mesmas oportunidades que os homens de passar a eternidade no paraíso com Deus, e ela acreditava que, para isso, elas precisavam ser educadas e entender suas próprias experiências.

## Lista de obras
- A Serious Proposal to the Ladies for the Advancement of their True and Greatest Interest. London, 1694, 1697, 1701
- Letters Concerning the Love of God, between the author of the 'Proposal to the Ladies' and Mr John Norris. London, 1695
- Some Reflections upon Marriage. London, 1700
- Moderation Truly Stated: A Review of a Late Pamphlet Entitul'd 'Moderation a Vertue' with a Prefatory Discourse to Dr D'Avenant Concerning His Late Essays on Peace and War. London, 1704
- A Fair Way with the Dissenters and their Patrons. London, 1704
- An Impartial Enquiry into the Causes of Rebellion and Civil War in This Kingdom. London, 1704
- The Christian Religion as Profess'd by a Daughter of the Church of England. London, 1705
- Bart'lemy Fair, or An Enquiry after Wit. London, 1709